# Sáo Polynesia

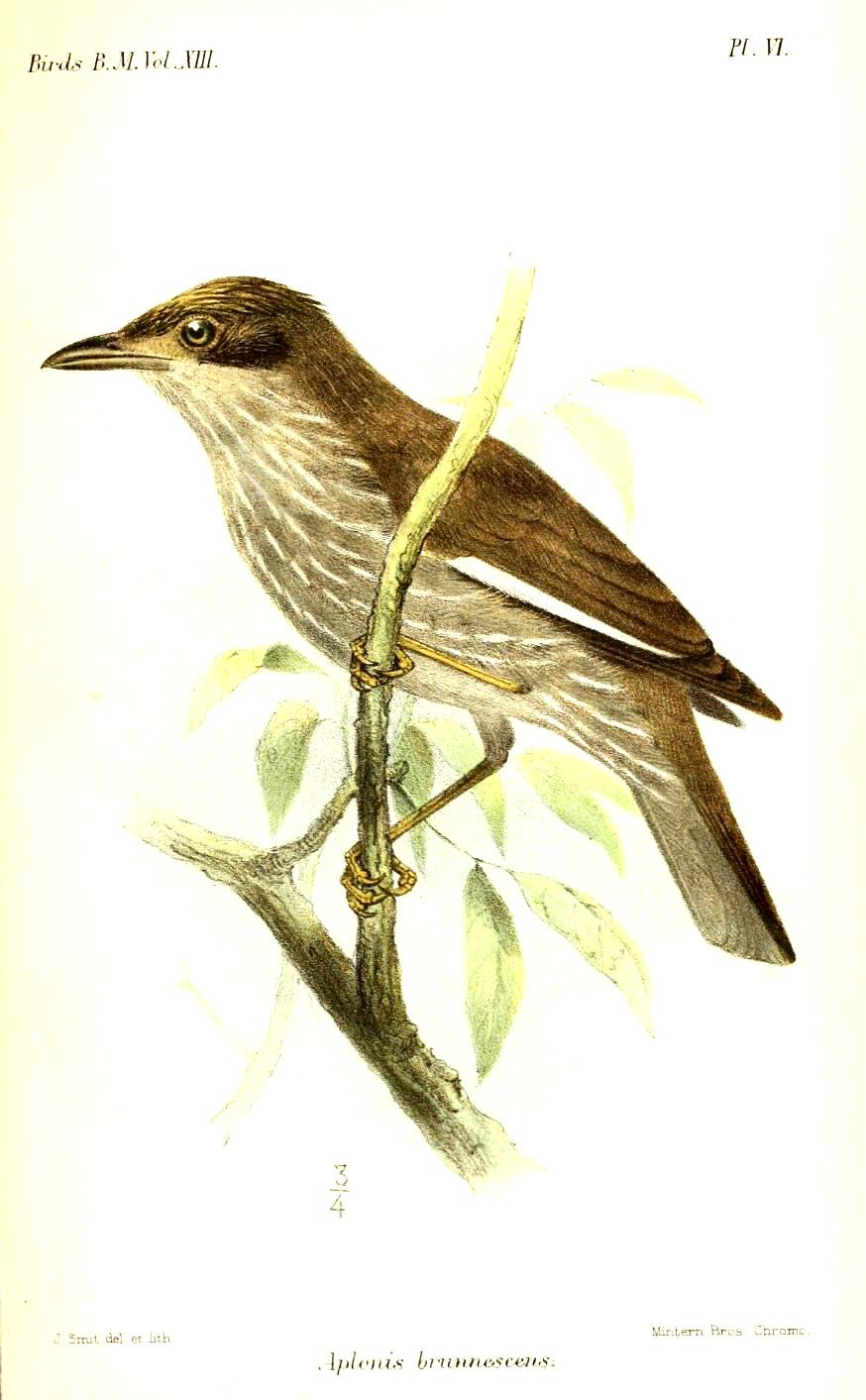
Phân loài A. t. brunnescens, minh họa bởi Joseph Smit, 1890

Sáo Polynesia (danh pháp hai phần: Aplonis tabuensis) là một loài chim thuộc Họ Sáo. Loài này sinh sống trong khu vực từ quần đảo Solomon tới Tonga.
Chúng được tìm thấy ở American Samoa, Samoa, Fiji, Niue, Tonga, quần đảo Santa Cruz, và Wallis và các đảo Futuna. Môi trường sống tự nhiên của nó là rừng cận nhiệt đới hoặc nhiệt đới khô và rừng nhiệt đới ẩm ướt. Phân loài khác nhau tồn tại trong suốt này phạm vi rộng, sẫm màu hơn một số màu sắc và một số màu nhẹ hơn.
Chế độ ăn uống trái cây và côn trùng.

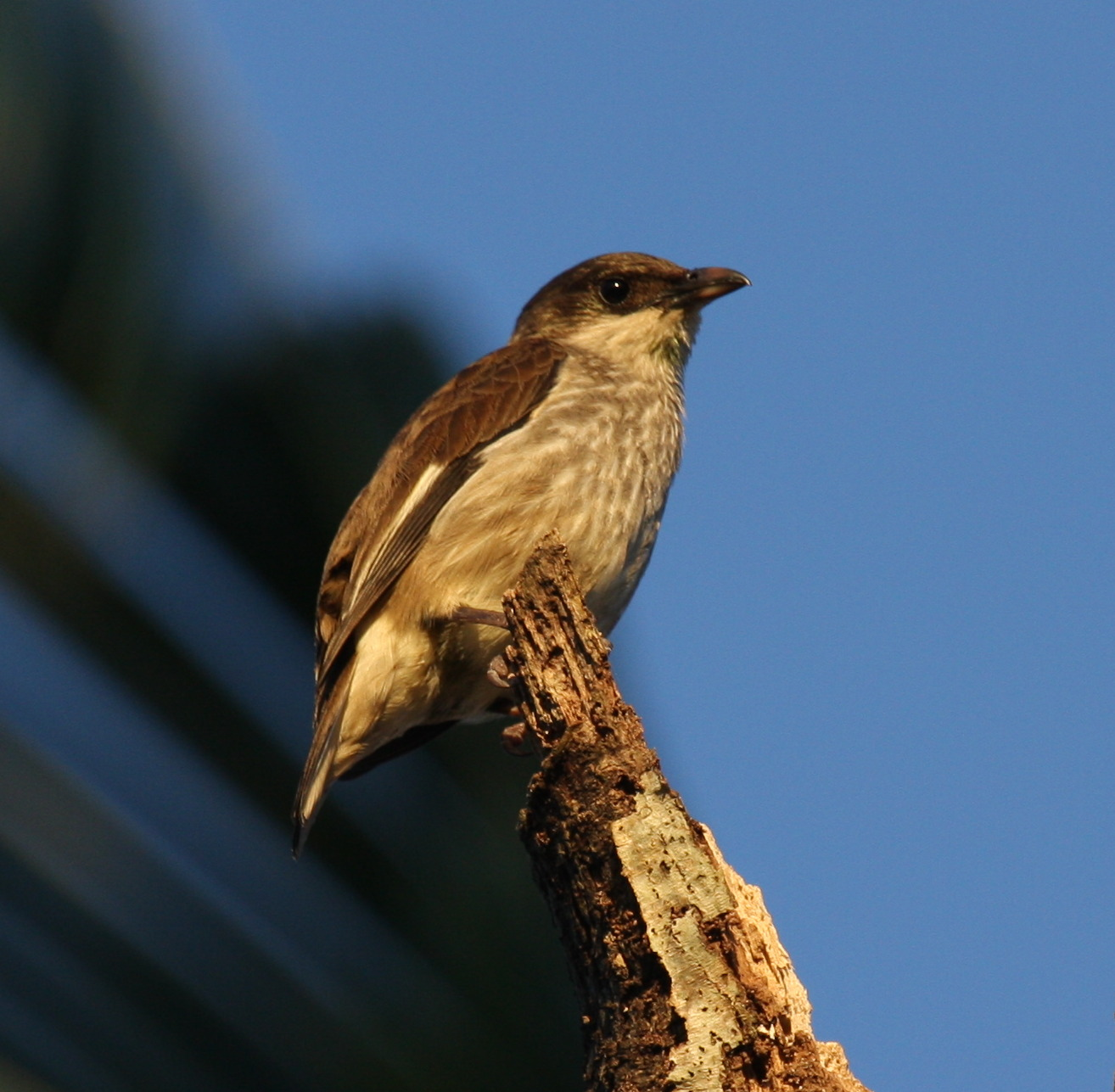
Matei, Taveuni, các đảo Fiji

Trên các hòn đảo nơi sáo Samoa hiện diện, sáo Polynesia khó thấy hơn và ở trong rừng, ăn trái cây cứng hơn và khó ăn hơn.